# سی‌ان‌آر
سی‌ان‌آر (انگلیسی: Compagnie Nationale du Rhône) شرکت برق فرانسوی است، که‌ در سال ۱۹۳۳ تأسیس شد.